# لورينت كورتوا
لورينت كورتوا (بالفرنسية: Laurent Courtois)‏ (11 سبتمبر 1978 في ليون) لاعب كرة قدم فرنسي يلعب حاليا في نادي الدرجة الأولى غرونوبل في خط الوسط .
بدأ كورتوا مسيرته الرياضية في نادي أجاكسيو سنة 1998 وفي السنة التالية انتقل إلى نادي تولوز . في سنة 2001 قرر خوض تجربة الاحتراف خارج فرنسا وانضم إلى نادي وست هام يونايتد الإنجليزي سنة 2001 وفي يناير 2003 قرر العودة إلى فرنسا والانضمام إلى نادي إستر . في سنة 2005 عاد للعب في الخارج بالانتقال إلى نادي ليفانتي الإسباني ولكنه عاد مجددا إلى فرنسا بالانتقال إلى نادي غرونوبل صيف سنة 2008 .

## روابط خارجية
- لورينت كورتوا على موقع الدوري الأمريكي (الإنجليزية)
- لورينت كورتوا على موقع قاعدة بيانات كرة القدم.إي يو (الإنجليزية)
- لورينت كورتوا على موقع ليكيب (الفرنسية)
- لورينت كورتوا على موقع عالم كرة القدم.نت (الإنجليزية)
- لورينت كورتوا على موقع كووورة